# Jan Kossakowski (lekarz)

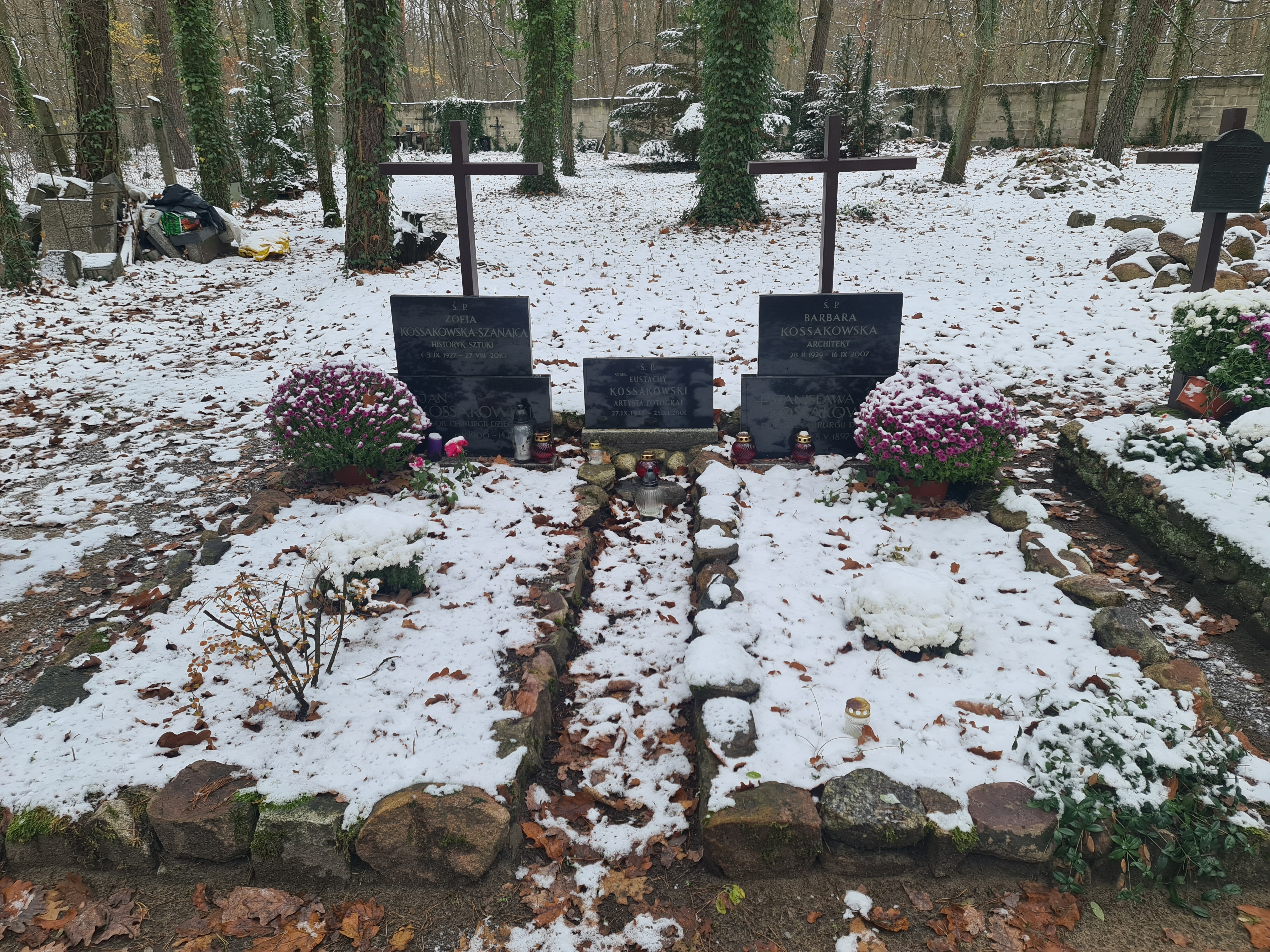
Grób prof. Jana Kossakowskiego i jego rodziny na cmentarzu leśnym w Laskach

Jan Eustachy Kossakowski (ur. 6 maja 1900 w Warszawie, zm. 14 marca 1979 tamże) – polski lekarz chirurg, specjalista chirurgii dziecięcej, malarz i rzeźbiarz.

## Życiorys
Jan Eustachy Karol hr. Korwin-Kossakowski urodził się w rodzinie Stanisława Kazimierza Aleksandra hr. Korwin-Kossakowskiego h. Ślepowron (1837–1905), heraldyka, mecenasa sztuki, i Zofii Bower-St. Clair de Saint Clair (1869–1911). Chrzest święty przyjął w kościele pw. św. Aleksandra, przy Placu Trzech Krzyży. Po śmierci ojca, później matki oraz jedynej rodzonej siostry Jadwigi Marii (1894–1912), wychowywał się u swego brata przyrodniego Michała Stanisława Nikodema (1883–1962) w Nidokach na Litwie. Jako ochotnik 5 pułku Ułanów Zasławskich brał udział w wojnie polsko-bolszewickiej. W 1927 ukończył rozpoczęte w 1920 studia medyczne na Wydziale Lekarskim Uniwersytetu Warszawskiego, a w 1928 uzyskał dyplom doktora wszech nauk lekarskich. 
Po ojcu odziedziczył dobra w głębi Rosji, które przepadły w czasie rewolucji październikowej oraz majątek Wojtkuszki k. Wiłkomierza (obecnie Ukmerge). Ponieważ nie chciał zrezygnować z obywatelstwa polskiego, majątek został rozparcelowany i przeszedł na własność państwa litewskiego. Po reformie rolnej na Litwie w 1922 pozostał jedynie pałac z parkiem i 100 ha ziemi. W czasie I wojny światowej pałac został splądrowany i ograbiony, a w czasie II wojny światowej umieszczono tam internowanych żołnierzy polskich, później zaś getto żydowskie. Po wojnie pałac popadł w ostateczną ruinę. W latach 60. rozebrano go na cegłę, pozostała tylko ogołocona wieża.
Zmobilizowany w 1939 roku, brał udział w kampanii wrześniowej, w walkach pod Terespolem. Pracował jako lekarz wojskowy w szpitalu polowym w Kowlu, gdzie został uwięziony przez władze sowieckie, a następnie ze szpitala dla jeńców w Białokrynicy przekazany Niemcom, po czym przebywał w niemieckim obozie w Małoszewicach. Po powrocie do Warszawy w 1940 został aresztowany przez Gestapo i uwięziony na Pawiaku przez kilka tygodni, po zwolnieniu podjął pracę w szpitalu dziecięcym przy ulicy Kopernika. W czasie okupacji niemieckiej organizował (wraz z profesorem Ludwikiem Hirszfeldem) pomoc dla ciężko chorych dzieci żydowskich. Wiele z nich ukrywał w swym oddziale wystawiając im później karty wypisowe na fałszywe nazwiska. Wykładał na tajnym uniwersytecie w tzw. Szkole Jana Zaorskiego. W czasie powstania warszawskiego niósł pomoc rannym w szpitalu na ulicy Śliskiej (został odznaczony Krzyżem Walecznych).
W 1950 został mianowany pierwszym profesorem chirurgii dziecięcej w Akademii Medycznej w Warszawie. W 1966 był założycielem Polskiego Towarzystwa Chirurgów Dziecięcych. Wychował wielu doskonałych lekarzy (20 jego wychowanków zostało profesorami). Był członkiem licznych towarzystw naukowych w kraju i za granicą. Był wyróżniany szeregiem odznaczeń państwowych i instytucji społecznych, choć nigdy nie był członkiem ugrupowań politycznych.
Zmarł w Warszawie, pochowany na cmentarzu leśnym w Laskach, gdzie spoczywa również jego żona.

## Przebieg kariery zawodowej
Po studiach przez pewien czas pracował na Oddziale Gruźliczym szpitala na Woli, następnie był asystentem II Kliniki Chirurgicznej Wydziału Lekarskiego Uniwersytetu Warszawskiego (kierowanej przez Zygmunta Radlińskiego). Odbył kilka naukowych podróży zagranicznych. W 1937 objął kierownictwo Oddziału Chirurgicznego Kliniki Pediatrycznej w Warszawie. 
W 1947 obronił pracę habilitacyjną „Wskazania do zabiegów chirurgicznych u noworodków i niemowląt w świetle spostrzeżeń własnych”. Rok później odbył – jako stypendysta Fundacji Rockefellera – podróż naukową do klinik francuskich i szwajcarskich. W 1950 został kierownikiem pierwszej w Polsce Kliniki Chirurgii Dziecięcej w Warszawie. W 1951 otrzymał tytuł profesora nadzwyczajnego, w 1959 – profesora zwyczajnego. Był również specjalistą krajowym w zakresie chirurgii dziecięcej.
Opracował program szkolenia i specjalizacji w zakresie chirurgii dziecięcej, przyczynił się do powstania nowych oddziałów specjalistycznych w Polsce. Zainicjował działalność Polskiego Towarzystwa Chirurgii Dziecięcej, od 1967 był jego członkiem honorowym, był również członkiem honorowym Towarzystwa Chirurgów Polskich. Przyczynił się do rozwoju badań nad chirurgią klatki piersiowej u dzieci (m.in. operacji wad wrodzonych serca).

## Działalność artystyczna
Dziesięć ostatnich lat swojego życia poświęcił twórczości malarskiej. Stworzył własny styl niewielkich obrazów malowanych przy pomocy kredek Caran d'che na papierze fotograficznym pokrytym werniksem. Był także autorem niewielkich polichromowanych rzeźb o tematyce sakralnej, które wielokrotnie zyskały uznanie miłośników sztuki, m.in. nagrodę główną na Festiwalu Artystycznym w Turynie w 1976. Jego twórczość znajduje się w zbiorach Muzeum Narodowego w Warszawie. Wielokrotnie była pokazywana w Polsce i za granicą, ostatnio m.in. na wystawie monograficzne w Muzeum Archidiecezji Warszawskiej.

## Życie osobiste
Od 20 września 1924 był mężem Stanisławy z Rynkowskich (1897–1981), która była także chirurgiem dziecięcym. Mieli troje dzieci:
- hr. Eustachy Kazimierz (ur. 27 września 1925 w Warszawie, zm. 25 listopada 2001 w Paryżu), fotograf, studiował architekturę. Od 1970 r. osiadł we Francji w Paryżu, pochowany w Broku;
- Zofia Maria (ur. 8 września 1927, zm. 27 sierpnia 2010), historyk sztuki, matka malarza hr. Pawła Szanajcy-Kossakowskiego, pochowana w Laskach pod Warszawą, w grobie ojca;
- Barbara Gabriela (ur. 9 lutego 1929, zm. 16 września 2007), architekt, zmarła bezdzietnie pochowana w Laskach pod Warszawą w grobie matki.

## Ordery i odznaczenia
- Krzyż Kawalerski Orderu Odrodzenia Polski (22 lipca 1949)[3]
- Krzyż Walecznych
- Medal 10-lecia Polski Ludowej (13 stycznia 1955)[4]

## Nagrody
- Nagroda Państwowa III stopnia za osiągnięcia w zakresie  chirurgii wieku dziecięcego (1952)[5]

## Upamiętnienie
W 1984 jego uczniowie ufundowali tablicę-pomnik jego pamięci z napisem „twórca polskiej chirurgii dziecięcej” w kościele pw. Najświętszego Zbawiciela w Warszawie. W 1992 uchwalono medal kapituły Polskiego Towarzystwa Chirurgów Dziecięcych im. prof. J. Kossakowskiego z napisem „co zasiejesz, to zbierzesz”. Nazwano też jego imieniem ulicę w Warszawie-Międzylesiu.